# Переплут
Переплу́т — мифологический персонаж у восточных славян. Его функция остаётся неясной. Некоторые исследователи считают Переплута демоном.
Н. М. Гальковский приводит высказывание М. Соколова, что «Переплут то же, что Ярило», однако считает это утверждение голословным. Г. А. Ильинский в 1927 году предположил, что возможно Переплут лишь эпитет Святовита. М. Фасмер называет его «богом-покровитель мореходов» и выводит этимологию от пере- и праслав. *plovǫ, *pluti «плыть». По гипотезе В. Пизани — восточнославянское соответствие Вакха-Диониса.
В интерпретации современных родноверов — славянский бог, дух земли, пашни, поля или луга. О. Боянова считает Переплута богом путей и дорог, покровителем мореплавателей.

## Упоминания в источниках
Переплут среди других языческих богов упоминается в «Слове святаго Григорья изобретено в толъцех о том, како первое погани суще языци кланялися идолом и требы им клали, то и ныне творят», цитируемом по Софийскому списку, где сообщается лишь, что в честь Переплута пили, «вертячеся в розех». Смысл этого оборота остаётся неясным: это может означать, что пили из рогов или что пили во время вождения хороводов. За неимением фактических данных, сказать что-либо определённое о Переплуте нет возможности.